# شهرستان گوگبیک (میشیگان)
شهرستان گوگبیک، میشیگان (به انگلیسی: Gogebic County, Michigan) یک سکونتگاه مسکونی در ایالات متحده آمریکا است که در میشیگان واقع شده‌است.